# 2012-es Football Impact Cup
A 2012-es Football Impact Cup egy barátságos labdarúgó torna, melyre 2012. január 22-e és 28-a között került sor a spanyolországi Marbellában. A 2012-ben alapított torna első kiírásán nyolc európai és egy ázsiai csapat vett részt. Az egyenes kieséses rendszerben zajló rendezvény végső győztese az ukrán Dinamo Kijiv lett.

## Helyszín
Az eseménynek a marbellai városi stadion, a 9000 fő befogadására alkalmas Estadio Municipal de Marbella és a Marbella Football Center edzőpályái adtak otthont.

## Részt vevő csapatok
- Dinamo Kijiv
- Strømsgodset IF
- Videoton FC
- Dinamo Tbilisi
- FC Dnipro Dnipropetrovsk
- Cracovia Kraków
- FK Ekranas
- BSC Young Boys

A torna során kizárt Dnipro helyett:
- Kuangcsou Evergrande[3][4]

## Mérkőzések
|  |                            |                          |                            |                            |   |                          |                            |                            |                            |                            |               |       |       |
|  | Negyeddöntők               | Negyeddöntők             | Negyeddöntők               |                            |   | Elődöntők                | Elődöntők                  | Elődöntők                  |                            |                            | Döntő         | Döntő | Döntő |
|  | Negyeddöntők               | Negyeddöntők             | Negyeddöntők               |                            |   | Elődöntők                | Elődöntők                  | Elődöntők                  |                            |                            | Döntő         | Döntő | Döntő |
|  | 2012. január 22., Marbella |                          |                            |                            |   |                          |                            |                            |                            |                            |               |       |       |
|  |                            |                          |                            |                            |   |                          |                            |                            |                            |                            |               |       |       |
|  | FC Dnipro Dnipropetrovsk   | FC Dnipro Dnipropetrovsk | 4                          |                            |   |                          |                            |                            |                            |                            |               |       |       |
|  | FC Dnipro Dnipropetrovsk   | FC Dnipro Dnipropetrovsk | 4                          | 2012. január 25., Marbella |   |                          |                            |                            |                            |                            |               |       |       |
|  | Strømsgodset IF            | Strømsgodset IF          | 1                          |                            |   |                          |                            |                            |                            |                            |               |       |       |
|  | Strømsgodset IF            | Strømsgodset IF          | 1                          |                            |   | FC Dnipro Dnipropetrovsk | FC Dnipro Dnipropetrovsk   | 0                          |                            |                            |               |       |       |
|  | 2012. január 23., Marbella |                          |                            |                            |   | FC Dnipro Dnipropetrovsk | FC Dnipro Dnipropetrovsk   | 0                          |                            |                            |               |       |       |
|  |                            |                          | Cracovia Kraków            | Cracovia Kraków            | 3 |                          |                            |                            |                            |                            |               |       |       |
|  | Cracovia Kraków            | Cracovia Kraków          | Cracovia Kraków            | Cracovia Kraków            | 3 | 3                        |                            |                            |                            |                            |               |       |       |
|  | Cracovia Kraków            | Cracovia Kraków          |                            |                            |   | 3                        | 2012. január 28., Marbella |                            |                            |                            |               |       |       |
|  | Dinamo Tbilisi             | Dinamo Tbilisi           | 2                          |                            |   |                          |                            |                            |                            |                            |               |       |       |
|  | Dinamo Tbilisi             | Dinamo Tbilisi           | 2                          |                            |   | Dinamo Kijiv             | Dinamo Kijiv               | 7                          |                            |                            |               |       |       |
|  | 2012. január 22., Marbella |                          |                            |                            |   | Dinamo Kijiv             | Dinamo Kijiv               | 7                          |                            |                            |               |       |       |
|  |                            |                          | Cracovia Kraków            | Cracovia Kraków            | 2 |                          |                            |                            |                            |                            |               |       |       |
|  | Videoton FC                | Videoton FC              | Cracovia Kraków            | Cracovia Kraków            | 2 | 4                        |                            |                            |                            |                            |               |       |       |
|  | Videoton FC                | Videoton FC              | 2012. január 25., Marbella |                            |   | 4                        |                            |                            |                            |                            |               |       |       |
|  | FK Ekranas                 | FK Ekranas               | 0                          |                            |   |                          |                            |                            |                            |                            |               |       |       |
|  | FK Ekranas                 | FK Ekranas               | 0                          |                            |   | Dinamo Kijiv             | Dinamo Kijiv               | 5                          | Bronzmérkőzés              | Bronzmérkőzés              | Bronzmérkőzés |       |       |
|  | 2012. január 22., Marbella |                          |                            |                            |   | Dinamo Kijiv             | Dinamo Kijiv               | 5                          | Bronzmérkőzés              | Bronzmérkőzés              | Bronzmérkőzés |       |       |
|  |                            |                          | Videoton FC                | Videoton FC                | 0 |                          |                            | 2012. január 28., Marbella | 2012. január 28., Marbella | 2012. január 28., Marbella |               |       |       |
|  | Dinamo Kijiv               | Dinamo Kijiv             | Videoton FC                | Videoton FC                | 0 | 4                        |                            | 2012. január 28., Marbella | 2012. január 28., Marbella | 2012. január 28., Marbella |               |       |       |
|  | Dinamo Kijiv               | Dinamo Kijiv             |                            |                            |   |                          |                            | Videoton FC                | Videoton FC                | 2                          |               |       |       |
|  | BSC Young Boys             | BSC Young Boys           | 2                          |                            |   |                          |                            | Videoton FC                | Videoton FC                | 2                          |               |       |       |
|  | BSC Young Boys             | BSC Young Boys           | 2                          |                            |   | Kuangcsou Evergrande     | Kuangcsou Evergrande       | 1                          |                            |                            |               |       |       |
|  |                            |                          |                            |                            |   | Kuangcsou Evergrande     | Kuangcsou Evergrande       | 1                          |                            |                            |               |       |       |

### 7. helyért
| 2012. január 28. 14.30 CET |

| Strømsgodset IF | 1–2               | FK Ekranas                           |
| --------------- | ----------------- | ------------------------------------ |
| Diomande 87'    | (0–1) Jegyzőkönyv | Samusiovas 3' Dedura 36′ Velicka 67' |

| Estadio Municipal de Marbella, Marbella, Marbella |

### 5. helyért
| 2012. január 28. 17.00 CET |

| Dinamo Tbilisi | 1–3               | BSC Young Boys                |
| -------------- | ----------------- | ----------------------------- |
| Robertinho 85' | (1–1) Jegyzőkönyv | Costanzo 11' Martinez 32' 90' |

| Estadio Municipal de Marbella, Marbella, Marbella |

### Bronzmérkőzés
| 2012. január 28. 18.30 CET |

| Videoton FC                                                                           | 2–1               | Kuangcsou Evergrande         |
| ------------------------------------------------------------------------------------- | ----------------- | ---------------------------- |
| Torghelle 31' Evandro 48' (11-esből) Sándor 52' Gosztonyi 54' Vasiljević 77' Tóth 82' | (1–1) Jegyzőkönyv | Jiang Ning 12' Zhao Xuri 17' |

| Estadio Municipal de Marbella, Marbella, Marbella Nézőszám: 100 |

### Döntő
| 2012. január 28. 12.00 CET |

| Dinamo Kijiv                                                         | 7–2               | Cracovia Kraków                |
| -------------------------------------------------------------------- | ----------------- | ------------------------------ |
| Alijev 8' Mehmedi 9' Jarmolenko 21' 41' Dudu 51' 54' Ideye Brown 85' | (4–1) Jegyzőkönyv | Višņakovs 11' Ntibazonkiza 66' |

| Estadio Municipal de Marbella, Marbella, Marbella Nézőszám: 200 |

### Végső sorrend
| A 2012-es Football Impact Cup győztese |
| -------------------------------------- |

- 2.  Cracovia Kraków
- 3.  Videoton FC
- 4.  FC Dnipro Dnipropetrovsk/ Kuangcsou Evergrande[3]
- 5.  BSC Young Boys
- 6.  Dinamo Tbilisi
- 7.  FK Ekranas
- 8.  Strømsgodset IF